# Trzebielsk
Trzebielsk [pronunciación en polaco: /ˈtʂɛbjɛlsk/] es un asentamiento en el distrito administrativo de Gmina Lipnica, dentro del condado de Bytów, Voivodato de Pomerania, en el norte de Polonia. Se encuentra a unos 3 kilómetros al oeste de Lipnica, a 18 kilómetros al suroeste de Bytów, y a 92 kilómetros al suroeste de la capital regional Gdańsk.
El asentamiento tiene una población de 21 habitantes.